# Södervidinge socken
Södervidinge socken i Skåne ingick i Harjagers härad och området ingår sedan 1971 i Kävlinge kommun och motsvarar från 2016 Södervidinge distrikt.
Socknens areal är 8,88 kvadratkilometer varav 8,82 land. År 2000 fanns här 294 invånare.  Kyrkbyn Södervidinge med sockenkyrkan Södervidinge kyrka ligger i socknen. 

## Administrativ historik
Socknen har medeltida ursprung. 
Vid kommunreformen 1862 övergick socknens ansvar för de kyrkliga frågorna till Södervidinge församling och för de borgerliga frågorna bildades Södervidinge landskommun. Landskommunen uppgick 1952 i Teckomatorps landskommun som upplöstes 1969 då denna del uppgick i Kävlinge köping som ombildades 1971 till Kävlinge kommun. Församlingen uppgick 2006 i Kävlinge församling.
1 januari 2016 inrättades distriktet Södervidinge, med samma omfattning som församlingen hade 1999/2000.  
Socknen har tillhört län, fögderier, tingslag och domsagor enligt vad som beskrivs i artikeln Harjagers härad. De indelta soldaterna tillhörde Norra skånska infanteriregementet, Onsjö kompani och Skånska husarregementet, Landskrona skvadron, Billesholms kompani.

## Geografi
Södervidinge socken ligger norr om Kävlinge. Socknen är en odlad slättbygd.
I socknen finns tre byarna Södervidinge, Särslöv och Allarp. Dessutom korsas socknen av två järnvägslinjer; bandelen Kävlinge - Landskrona på västkustbanans nya sträckning och järnvägen mellan Kävlinge och Teckomatorp, där Södervidinge station var i drift fram till 1960-talet.

## Fornlämningar
Cirka 12 boplatser och två gånggrifter från stenåldern är funna. Från bronsåldern finns cirka 15 gravhögar.

## Namnet
Namnet skrevs cirka 1368 Synderhwidinge och kommer från kyrkbyn. Efterleden kan vara inbyggarbeteckningen inge bildat till ett namn på en nu försvunnen sjö vid kyrkan vars namn då innehåller vit, syftande på vit växtlighet som ängsull..